# Château de Voré
Le château de Voré est une demeure du XVIIIe siècle qui se dresse sur le territoire de l'ancienne commune française de Rémalard, dans le département de l'Orne, en région Normandie.
Le château, propriété privée non ouvert à la visite, est totalement protégé aux monuments historiques.

## Localisation
Le château est situé, à 2 km au nord-est de Rémalard au sein de la commune nouvelle de Rémalard en Perche, dans le département français de l'Orne.

## Historique
Au XVIIIe siècle, un édifice est bâti sur un plan classique auquel s'ajoute un parc. Il est acquis en 1719 par l'intendant des finances et membre du Conseil de finances Louis Fagon. Il cherche à embellir le jardin et le château. Vers 1720-1723, il fait réaliser par le jeune peintre Jean-Baptiste Oudry de grandes toiles peintes représentant des scènes de réjouissances et les installe dans un salon du château. Dans un mémoire des années 1730, Louis Fagon, fils du médecin de Louis XIV, seigneur de Voré, affirmait que son château était bâti « en pierres de taille, à la moderne, d'après les dessins d'Hardouin-Mansart. ».
En 1749, le domaine est acheté par le fermier général devenu philosophe Claude-Adrien Helvétius. Sa seconde fille, Geneviève Adélaïde, mariée en 1772 à Frédéric-Antoine-Marc, comte d'Andlau de Hombourg, hérite de Voré en 1771. Elle fait déposer les toiles d'Oudry, qui ne seront réinstallés, au rez-de-chaussée, qu'en 1895. Au début des années 2000, elles sont achetées par le Louvre.
C'est à Voré qu'en 1867 Albert de Mun épouse sa cousine, Mlle Simone d'Andlau

## Description
En avant de l'édifice, la cour est fermée par une grille en fer forgé sur laquelle sont entrelacées les initiales des Helvétius et des d'Andlau. Le corps central se termine, à chaque extrémité, par un bâtiment en saillie. Les communs sont disposés autour d'une cour.

## Protection aux monuments historiques
Au titre des monuments historiques :
- l'intérieur du château est inscrit par arrêté du 29 avril 1931 ;
- les façades, les toitures, la grille d'entrée, la cour d'honneur avec les sauts-de-loups l'entourant sont classées par arrêté du 8 août 1973 ;
- les façades et toitures du pavillon dit de Madame Helvétius ainsi que celles des communs (à l'exclusion des deux bâtiments modernes) sont inscrites par arrêté du 8 août 1973.